# Coupe de Suisse de football 1947-1948
Navigation
Édition précédente Édition suivante
La Coupe de Suisse 1947-1948 est la vingt-troisième édition de la Coupe de Suisse. Le FC La Chaux-de-Fonds remporte son premier titre en battant en finale le FC Granges au bout de trois matchs, les deux premiers se soldant chaque fois par un match nul 2 à 2 après prolongation.

## Compétition

### Quarts de finale
Les quarts de finale ont lieu le 11 janvier et le 1er février 1948.
| Équipe 1             | Résultat | Équipe 2                |
| -------------------- | -------- | ----------------------- |
| FC Lausanne-Sport    | 1 - 2    | Grasshopper Club Zurich |
| FC La Chaux-de-Fonds | 2 - 0    | FC Bâle                 |
| Servette FC          | 4 - 5    | FC Granges              |
| FC Lugano            | 1 - 2    | AC Bellinzone           |

### Demi-finales
Les demi-finales ont lieu le 7 mars 1948.
| Équipe 1                | Résultat | Équipe 2      |
| ----------------------- | -------- | ------------- |
| FC La Chaux-de-Fonds    | 1 - 0    | AC Bellinzone |
| Grasshopper Club Zurich | 0 - 3    | FC Granges    |

### Finale
| 29 mars 1948 | FC La Chaux-de-Fonds | 2 - 2   | FC Granges | Stade du Wankdorf, Berne |                      |
|              |                      | (0 - 0) |            | Spectateurs : 32 000     | Spectateurs : 32 000 |

Finale rejouée :
| 18 avril 1948 | FC La Chaux-de-Fonds | 2 - 2   | FC Granges | Stade du Wankdorf, Berne |                      |
|               |                      | (1 - 0) |            | Spectateurs : 18 000     | Spectateurs : 18 000 |

Troisième match :
| 27 juin 1948 | FC La Chaux-de-Fonds | 4 - 0   | FC Granges | Stade de la Pontaise, Lausanne |                      |
|              |                      | (1 - 0) |            | Spectateurs : 15 000           | Spectateurs : 15 000 |

- Le FC La Chaux-de-Fonds remporte sa première Coupe de Suisse au bout de trois matchs[2],[3].